# Ребун
Вижте пояснителната страница за други значения на Осуми.
Ребун (на японски: 礼文島, Rebun-tō; на айнски: Repun) е японски остров в Японско море разположен на около 50 километра северозападно от Хокайдо. От север на юг дължината на Ребун е около 29 km и 8 km ширина в посока изток запад. Площта му е около 80 km2. На около 10 km югоизточно от Ребун е разположен вулканичния остров Ришири. Двата острова са отделени от едноименен проток Ребун.
Остров Ребун е известен с красивата си природа и е интересна дестинация за туризъм. Тук могат да се видят и интересни палисади, наречени чаши (chashi), които са изградени от древния народ айну дал и името на острова. Най-високата точка на Ребун е едноименния връх на планината Ребун (490 m). Островът е включен в национален парк обхващащ съседния остров Ришири и част от крайбрежието на Хокайдо, наречен Национален парк Ришири, Ребун, Саробецу.